# Peqah
Peqah (hébreu : פקח, Pẹqaḥ; « aux yeux ouverts »; latin : Phacee), fils de  Remalyahu (ou Rémalieh), est roi d’Israël pendant environ 20 ans au VIIIe siècle av. J.-C.

## Règne
Peqah (ou Pekkakh ou Phacée), général du roi d'Israël Peqahya, assassine son souverain et monte sur le trône à sa place. Il règne depuis Samarie.
Il se reconnaît vassal de Rézôn II, roi de Damas, et les deux rois réunis attaquent Achaz, roi de Juda. Ce dernier se tourne vers le roi d'Assyrie Teglath-Phalasar III, auquel il donne tout l'or du temple de Salomon pour obtenir son secours. Teglath-Phalasar III prend à Peqah les villes de Galaad et de la Galilée ainsi que le territoire de la tribu de Nephthali, et en transporte la population en Assyrie vers -734. Peqah conserve le pays de Samarie, qu'il gouverne sous la suzeraineté du vainqueur. Il est assassiné vers -732 par Osée, fils d'Ela, qui lui succède.
Il règne de -737 à -732 selon William F. Albright ou de -740 à -732 selon Edwin R. Thiele.